# Васін Михайло Валентинович
Миха́йло Валенти́нович Ва́сін (нар. 18 лютого 1975 — пом. 29 серпня 2014) — солдат Збройних сил України, учасник російсько-української війни.

## Короткий життєпис
Народився 1975 року в місті Запоріжжя. Закінчив запорізьку школу № 60.
В часі війни мобілізований — солдат, 55-nа окрема артилерійська бригада.
Загинув 29 серпня під час виходу з оточення поблизу Іловайська так званим «зеленим коридором» на дорозі в районі с. Новокатеринівки Старобешівського району Донецької області. За розповіддю очевидця, вантажівка ЗІЛ, у якій їхали в колоні лейтенанти Іван Габчак, Дмитро Севостьянчик і солдат Васін (за кермом), під обстрілами заглухла. Васін помер у машині від поранень, Севостьянчик вистрибнув з машини. Габчак, з двома пробитими ногами, доповз до кукурудзяного поля.
Станом на 29.08.2016 визнаний загиблим.
Похований у Запоріжжі на Кушугумському кладовищі як невпізнаний.
Без сина лишились батьки. Рідні сумніваюлися в результатах ДНК-експертизи, тому поки не хотіли ховати на Осипенковском кладовищі — зокрема мама Валентина Володимирівна.

## Нагороди
За особисту мужність і героїзм, виявлені у захисті державного суверенітету та територіальної цілісності України, вірність військовій присязі під час російсько-української війни, відзначений — нагороджений:
- 23 липня 2016 року — орденом «За мужність» III ступеня (посмертно)[3].
- 27 листопада 2017 — орденом «За заслуги перед Запорізьким краєм» III ступеня" (посмертно)[4]
- Іловайський Хрест (посмертно)
- Його портрет розміщений на меморіалі «Стіна пам'яті полеглих за Україну» у Києві: секція 3, ряд 4, місце 26
- Вшановується 29 серпня на щоденному ранковому церемоніалі вшанування українських захисників, які загинули цього дня у різні роки внаслідок російської збройної агресії[5]
- на будові запорізької ЗОШ№ 60 відкрито меморіальну дошку загиблим випусникам — серед них і Михайло Васін.[6]